# Rhabdosphaeraceae
A Rhabdosphaeraceae a Haptophytina Syracosphaerales csoportjának kládja.

## Történet
A Rhabdosphaera nemzetséget először Ernst Haeckel írta le 1894-ben, és a kládot eredetileg Rhabdosphaeralennek nevezte. Ostenfeld 1899-ben Rhabdosphaeralesnek nevezte a csoportot. Az Algirosphaerát Lohmann 1902-ben, az Acanthoicát Lemmermann 1903-ban, a Rhabdosphaeraceae kládot 1908-ban írta le.:40
1899-ben hozta létre Ernst Haeckel a Discosphaera nemzetséget az algák Paulotomeae (más néven Palmellarieae) osztályában. Német leírással érvényesítette, de nem volt akkor ismert faja. Ezután a Discosphaerát alganemzetségnévként használták, a szintén élő Discosphaera Dumort. gombanemzetségnév léte azonban nem szerepelt, és hamar a Sphaeria, majd később a Hypoxylon szinonimája lett. 2022-ben Doweld terjesztette be a Discosphaera Haeckel megőrzését a Discosphaera Dumont. névvel szemben.

## Morfológia

### Kokkoszféra
Kokkolitjai a Syracosphaeraceae kládénál kevésbé törékeny lemezes, középen kiemelkedő, korábban kaliptrolitnak és kirtolitnak nevezett rabdolitok, hosszuk 314–1670 nm. Bár ezek mélyebb vizekben is előfordulnak, gyorsan csökken gyakoriságuk a mélyebb vizekben, mert a Syracosphaeraceae kládhoz hasonlóan ezek is feloldódnak és törnek.:29 Mivel kokkolitjai jelentősen kiemelkednek, a sejt becsült átmérőjét ez befolyásolhatja. A kiemelkedések hossza változó, 5–17 μm, kalcittartalmuk 9–136 pg, ami az átlagos testkokkolitokénak (mintegy 1 pg), azonban az Acanthoica tüskéi kevésbé összetettek. A Rhabdosphaera-kokkoszférák dimorfak, tüskés és tüske nélküli kokkolitjai is vannak, míg több más faj monomorf kokkoszférát alkot, mely lehet gömbölyű, szubszférikus vagy beomló, és előfordulnak poli- vagy varimorf kokkoszférák is.:62 Minden ismert faja termel heterokokkolitokat, egyes fajai, például az Acanthoica quattrospina és az Algirosphaera robusta holokokkolitokat is termelhetnek. Egyes fajokban a tüskén lyuk vagy két csúcs lehet.
Kokkolitjaiban V-, R- és T-egységek vannak, proximális oldalukon pórusok lehetnek.
Ostor körüli kokkolitjai nem különülnek el a többitől.
Míg az Acanthoica esetén az apikális kokkolitok lehetnek különlegesek, az Anacanthoica esetén az antapikálisak térhetnek el a testkokkolitoktól.:40

### Sejt
Egyes fajai gallérral, alapi lemezzel vagy tönkkel rendelkezhetnek. A Prymnesiophyceae többi kládjához hasonlóan egysejtű ostorosok kloroplasztisszal.
Vannak mozgó és szesszilis fajai is.:62

## Élőhely
20–60 m mélységben él tengerekben.:27 Biogeográfiai elterjedése nem határozható meg egyértelműen, de az ismert, hogy a felső és középső fotikus zónákban található meg általában oligotróf környezetekben, de mezotróf környezetekben is él. A Discosphaera tubifera extrém oligotróf helyeken is megél.
A klád megtalálható haloklinokban és szigetek közelében, ahol jelentősen hozzájárul az ökoszisztémához.

## Életciklus
Több faj életciklusának csak heterokokkolit-képző szakaszai voltak 2021-ben ismertek, de Keuter et al. 2021-ben például a Calyptrosphaera heimdaliae fajt a Cyrtosphaera aculeata holokokkolit-képző életszakaszával azonosították, és több más fajról is kiderült 2013-ban is, hogy egy másik faj haploid állapota. Egyes fajai életciklusát hosszú távon is vizsgálták.
Haploid állapotában holo-, diploid állapotában heterokokkolitokat termel.

## Ökológia
Pelágikus tengeri baktériumokkal élhetnek szimbiózisban,

## Nemzetségek
Az alábbi nemzetségek tartoznak ide:
- Acanthoica Lohmann 1903
- Algirosphaera Schlauder 1945
- Amitha Shafik 1989
- Anacanthoica G. Deflandre 1952
- Anthosphaera
- Blackites W. W. Hay et K. M. Towe 1962
- Cepekiella P.H. Roth 1970
- Cruxia O. Varol 1989
- Cyrtosphaera A. Kleijne 1992
- Discosphaera Haeckel 1894 nom. cons.[6]
- Discoturbella P.H. Roth 1970
- Naninfula K. Perch-Nielsen 1968
- Notiocyrtolithus Shafik 1989
- Ommatolithus Shafik 1989
- Palusphaera Lecal 1966
- Pseudorhabdosphaera Lecel et Bernheim 1960
- Pseudotriquetrorhabdulus S. W. Wise 1976
- Rhabdolithes O. Schmidt 1870
- Rhabdosphaera Haeckel 1894
- Solisphaera J. Bollmann, M. Y. Cortés, A. Kleijne, J. B. Østerogaard et J. R. Young 2006

Egyes feltételezések szerint ide tartozhat a Kataspinifera Andruleit et Young 2010 is.

## Genetika
A 18S rRNS-OTU-k kisebb, a 28S rRNS-OTU-k nagyobb változatosságot mutatnak a valósnál a Rhabdosphaeraceae esetén.
Egyetlen tenyésztett faja az Algirosphaera robusta.

## Evolúció
Legkésőbb 59,54–61,51 millió évvel ezelőtt, vagyis a paleocénben különült el: Solisphaera-fosszíliák ismertek e korból. A Blackites a paleocénben legkésőbb az NP6 zónában jelent meg.